# Pran Nath
Pandit Pran Nath (Devanagari: पंडित प्राणनाथ) (Lahore, 3 november 1918 – Berkeley (Californië), 13 juni 1996) was een Indische zanger en leraar van de Kirana Gharana zangstijl. In de jaren 1970 trok hij de aandacht van verschillende opmerkelijke Amerikaanse minimalistische componisten.

## Biografie
Pran Nath werd geboren in een rijke familie in Lahore in het huidige Pakistan. Hoewel ze enthousiaste muziekliefhebbers waren en muzikanten uitnodigden om 's avonds op te treden, keurde zijn familie zijn verlangen om muzikant te worden niet goed, dus verliet hij op 13-jarige leeftijd het huis en ging hij wonen bij de teruggetrokken zanger Abdul Wahid Khan van de Kirana Gharana, neef van de bekendere Abdul Karim Khan. Pran Nath diende Khan zeven jaar, voordat hij werd aangenomen als student en bleef bijna twee decennia bij Khan. Zowel goeroe als leerling voelden zich erg aangetrokken tot mystiek: de moslim Abdul Wahid Khan tot soefisme en de hindoe Nath voor een Shaivitische sekte in Dehradun. Er wordt gezegd dat Nath vijf jaar in een grot in de buurt van de Tapkeswhar-tempel voor Shiva woonde, met tussenpozen zijn goeroe dienend. Hij trouwde uiteindelijk en keerde terug naar de wereld op verzoek (goeroe dakshana) van zijn goeroe, om de Kirana-stijl te behouden. In 1937 werd hij stafartiest bij All India Radio.
Nath hield echter vast aan de extra-methodische en sobere zangstijl van Abdul Wahid, met een zware nadruk op alap en langzaam tempo, wat goed bij zijn stem paste, maar niet erg populair was. Net als zijn leraar benadrukte het zingen van Pran Nath de precieze intonatie en de geleidelijke, noot-voor-noot-expositie van toon en stemming in het alap-gedeelte van de muziek. Nath voorzag in zijn levensonderhoud als muziekleraar en werkte van 1960 tot 1970 aan de Universiteit van Delhi. Hij was ook gasthoogleraar muziek aan het Mills College.

### Leven in de Verenigde Staten
In 1970 reisde Pran Nath naar New York om de Amerikaanse componist La Monte Young en beeldend kunstenaar Marian Zazeela te bezoeken, die zijn eerste uitgegeven opname Earth Groove: The Voice of Cosmic India hoorde. In 1972 richtte hij het Kirana Center for Indian Classical Music op in New York en verbleef de rest van zijn leven in de Verenigde Staten. Hij doceerde aan verschillende universiteiten en vond een sterke aanhang onder de Amerikaanse minimalistische componisten, waaronder Terry Riley, Jon Hassell en Henry Flynt.

## Overlijden
Pran Nath overleed in juni 1996 op 77-jarige leeftijd.

## Discografie
- 1968: Earth Groove, Ragas Bhupali en Asavari
- 1972: India's Master Vocalist, Ragas Yaman Kalyan en Punjabi Berva
- 1986: Ragas of Morning and Night, Ragas Miya ki Todi en Darbari Kanada, twee raga's waarvoor Pran Nath bijzonder bekend was
- 2003: Midnight, Raga Malkauns, twee afzonderlijke opnames gemaakt in 1971 en 1976
- 2006: The Raga Cycle, Ragas Shudh Sarang en Kut Todi, opgenomen in 1972

### Niet-uitgebrachte opnamen
Net als zijn leraar stelde Pran Nath niet veel belang in het opnemen of uitbrengen van platen, maar gaf hij de voorkeur aan liveoptredens. Hoewel tijdens zijn leven slechts drie opnamen verschenen, bestaat er een groot aantal opnamen onder de hoede van La Monte Young. In het testament van Pran Nath kreeg Young, als executeur van zijn nalatenschap, de opdracht met het uitbrengen van opnamen te beginnen.

## Films
- 1986: In Between the Notes: A Portrait of Pandit Pran Nath
- 1995: Musical Outsiders: An American Legacy - Harry Partch, Lou Harrison en Terry Riley. Geregisseerd door Michael Blackwood.

- Bibliothèque nationale de France: cb13986187d (data)
- Gemeinsame Normdatei: 174250932
- International Standard Name Identifier: 0000 0003 8259 1088
- Library of Congress Control Number: nr90005653
- MusicBrainz: f72dd357-1c27-4f39-bb72-0d3c9004d3f1
- Virtual International Authority File: 266403521
- WorldCat: E39PBJwmYWhy4YT6qGfTKjpkjC